# Tamandua
I Tamandua sono un genere di mammiferi della famiglia dei formichieri, diffusi in America centrale e meridionale.

## Etimologia
Il loro nome deriva dal tupì tamanduà, che vuol dire "formichiere" ; in portoghese e tupì, la parola indica i formichieri in generale, mentre per parlare dei tamandua si usa l'espressione tamanduá-mirim ("piccolo formichiere").
Si differenziano dal formichiere gigante per le dimensioni minori, il muso tubolare assai più corto, le orecchie ovali nude e di colore nero e la lunga coda prensile, glabra nella sua parte inferiore ed assai larga alla radice.

## Descrizione
Hanno pelo fitto ed ispido, di colore generalmente giallastro, con una banda nera laterale: emanano un forte odore muschiato.
Le zampe sono dotate di quattro unghioni, utili per scoperchiare i nidi degli insetti di cui si nutre: per evitare di ferirsi i palmi con le unghie, i tamandua camminano poggiandosi sul lato esterno delle zampe, il che conferisce loro una tipica andatura dinoccolata.
A differenza del formichiere gigante che vive a terra, il Tamandua vive prevalentemente sui rami degli alberi.

## Biologia
Sono animali arboricoli, è possibile osservarli sia di giorno che di notte e non temono l'uomo: in caso di pericolo, si rizzano sulle zampe posteriori appoggiandosi sulla coda e mostrano le unghie soffiando e fischiando rumorosamente.

### Alimentazione
Si nutrono principalmente di formiche e termiti.
In una puntata di "Le strane creature di Nick Baker" su Animal Planet è stato filmato un Tamandua intento a cibarsi di frutta. Questo comportamento ha suscitato stupore in quanto si è sempre pensato che i formichieri si nutrissero solo di formiche e termiti. Durante lo studio di questi mammiferi è stato notato che individui diversi di questa specie sviluppano caratteristiche peculiari, uscendo così dai cosiddetti comportamenti standard che si pensa ogni specie animale abbia, e probabilmente la scoperta di Nick Baker è spiegabile grazie a questo.

### Riproduzione
Come per il formichiere gigante, la femmina partorisce un unico cucciolo per volta, che porta in giro aggrappato ad un fianco

## Tassonomia
Ne esistono due specie:
- Tamandua mexicana - tamandua settentrionale
- Tamandua tetradactyla - tamandua meridionale o dalle 4 dita
- Tamandua tetradactyla straminea
- Tamandua tetradactyla nigra